# 324
324 (CCCXXIV) fue un año bisiesto comenzado en miércoles del calendario juliano, en vigor en aquella fecha.
En el Imperio romano, el año fue nombrado como el del consulado de Crispo y Constantino, o menos comúnmente, como el 1077 Ab Urbe condita, adquiriendo su denominación como 324 a principios de la Edad Media, al establecerse el anno Domini.

## Acontecimientos

### Imperio romano
- 3 de julio: Batalla de Adrianópolis: Constantino I derrota a Licinio, forzándolo a retirarse a Bizancio.
- Julio: Batalla del Helesponto, Crispo derrota a la flota de Licinio, permitiendo que su padre Constantino pueda cruzar el Bósforo para entrar en las provincias asiáticas de Licinio.
- 18 de septiembre: Las tropas imperiales, al mando de Crispo, derrotan a Licinio en la batalla naval de Crisópolis. Constantino I el Grande ya es el único emperador del Imperio romano; acaba así la Tetrarquía.
- 19 de diciembre: Licinio abdica de su posición como emperador.

### Religión
- Eustacio se convierte en obispo de Antioquía.